# JWH-018
JWH-018也称为NA-PIMO或AM-678，化学名1-戊基-3-(1-萘甲酰基)吲哚（英語：1-pentyl-3-(1-naphthoyl)indole），分子式C24H23NO，属于萘甲酰基吲哚类JWH系列大麻素和AM系列大麻素，可作为镇痛药。